# خطوط توريس فيدراس
كانت خطوط توريس فيدراس عبارة عن خطوط من الحصون والدفاعات العسكرية الأخرى التي تم بناؤها سراً للدفاع عن لشبونة أثناء حرب شبه الجزيرة. تم تسميتها على اسم بلدة توريس فيدراس القريبة، وقد أمر ببنائها آرثر ويلزلي، فيكونت ويلينجتون، وتم بناؤها على يد العقيد ريتشارد فليتشر وعماله البرتغاليين بين نوفمبر 1809 وسبتمبر 1810، واستخدمت لوقف هجوم المارشال ماسينا عام 1810. أعلنت الحكومة البرتغالية هذه الخطوط كتراث وطني في مارس 2019. 

## تطوير
في بداية حرب شبه الجزيرة (1807-1814)، وقعت فرنسا وإسبانيا معاهدة فونتينبلو في أكتوبر 1807. أدى هذا إلى غزو الأراضي البرتغالية وتقسيمها لاحقًا إلى ثلاث ممالك. وبعد ذلك، دخلت القوات الفرنسية بقيادة الجنرال جونو إلى البرتغال، التي طلبت الدعم من البريطانيين. في يوليو 1808، نزلت القوات بقيادة السير آرثر ويلزلي، دوق ويلينغتون لاحقًا، في البرتغال وهزمت القوات الفرنسية في معركتي روليكا وفيميرو. أجبر هذا جونو على التفاوض بشأن اتفاقية سينترا، التي أدت إلى إجلاء الجيش الفرنسي من البرتغال. في مارس 1809، قاد المارشال سول حملة فرنسية جديدة تقدمت جنوبًا إلى مدينة بورتو قبل أن تصدها القوات البرتغالية البريطانية وتجبرها على الانسحاب.   بعد هذا التراجع، تقدمت قوات ويلزليإلى إسبانيا للانضمام إلى 33 ألف جندي إسباني تحت قيادة الجنرال كيويستا. في تالافيرا، على بعد حوالي 120 كيلومتر (75 ميل) جنوب غرب مدريد، واجهوا وهزموا 46,000 جندي فرنسي تحت قيادة المارشال كلود فيكتور.  بعد معركة طلبيرة، أدرك ويلينغتون أن الجيش الفرنسي يفوقه عددًا بشكل كبير، مما أثار احتمالية إجباره على التراجع إلى البرتغال وربما الإخلاء. قرر تعزيز منطقة الإخلاء المقترحة حول حصن ساو جولياو دا بارا على مصب نهر تاجة، بالقرب من لشبونة.

## تخطيط

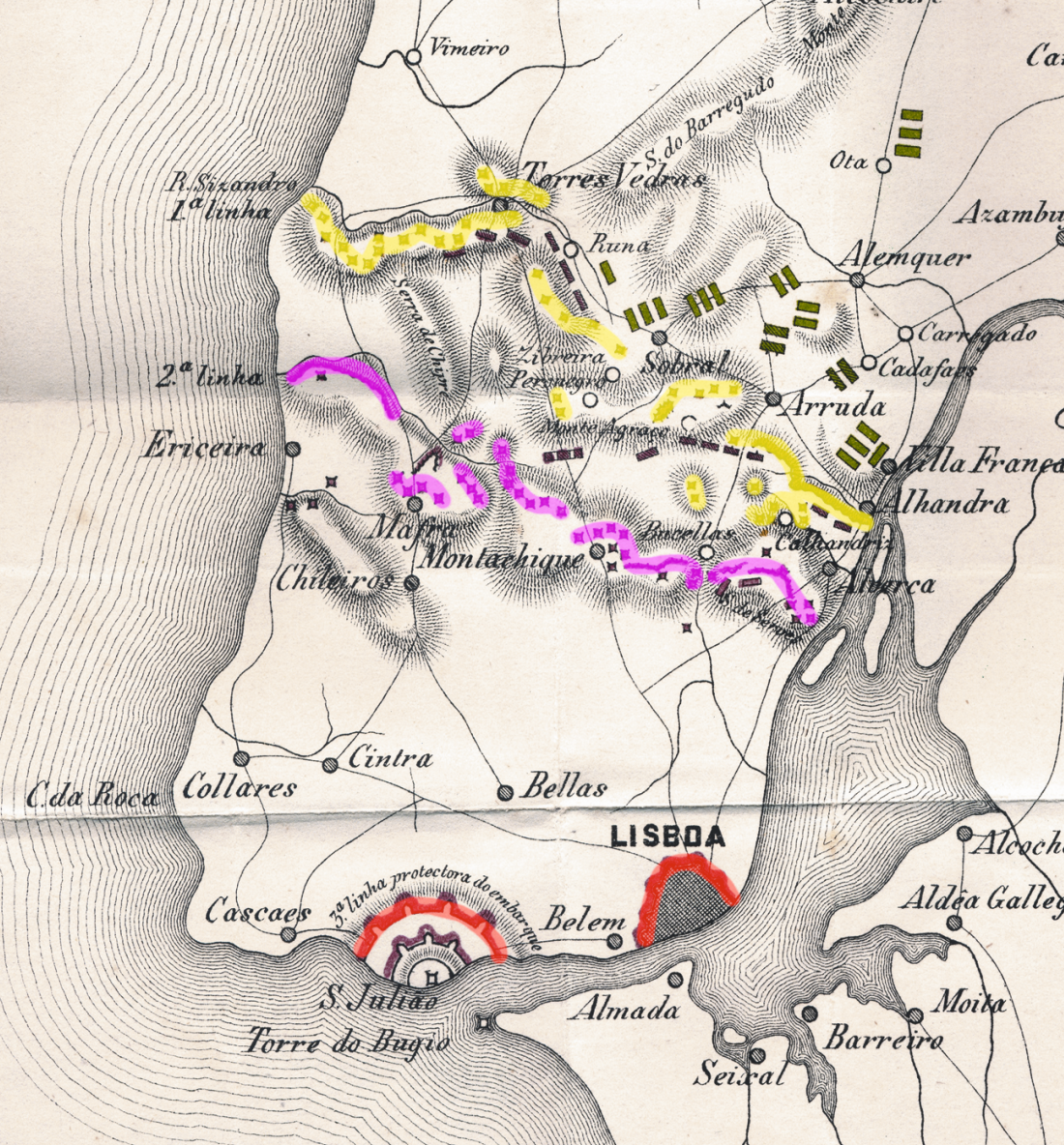
خريطة خطوط توريس فيدراس

في أكتوبر 1809، قام ويلينجتون، مستعينًا بالخرائط الطبوغرافية التي أعدها خوسيه ماريا داس نيفيس كوستا، ومستفيدًا من تقرير تم إعداده للجنرال جونوت في عام 1807، بمسح المنطقة الواقعة شمال لشبونة مع المقدم ريتشارد فليتشر. وفي النهاية اختاروا المنطقة الممتدة من توريس فيدراس إلى لشبونة بسبب خصائصها الجبلية. من الشمال إلى الجنوب، خلقت التموجات الكبيرة قممًا تمتد عبر وديان عميقة ومدافع كبيرة وأفاجيج واسعة. كانت المنطقة الوعرة وغير المضيافة توفر العديد من الاحتمالات لمعركة عنيدة من الخلف من الحصون الموجودة على العديد من القمم. 
وبعد اتخاذ القرار بشأن الموقع، أمر المقدم ريتشارد فليتشر ببدء العمل على شبكة من التحصينات المتشابكة والحصون والمنحدرات والسدود التي غمرت مناطق واسعة، وغيرها من الدفاعات. كما تم بناء الطرق لتمكين القوات من التحرك بسرعة بين الحصون. أشرف على العمل فليتشر، بمساعدة الرائد جون توماس جونز ، و11 ضابطًا بريطانيًا آخر، وأربعة مهندسين من الجيش البرتغالي وضابطين من الفيلق الألماني. كانت التكلفة أقل من 200 ألف جنيه إسترليني وفقًا للمهندسين الملكيين،  وهي واحدة من أقل الاستثمارات العسكرية تكلفةً ولكنها الأكثر إنتاجية في التاريخ.
عندما اكتملت نتائج المسوحات التي أجراها المهندسون الملكيون، أصبح من الممكن، في فبراير 1810، البدء في العمل على 150 موقعًا دفاعيًا مترابطًا أصغر حجمًا، باستخدام السمات الطبيعية للمناظر الطبيعية حيثما أمكن ذلك.  حصل العمل على دفعة قوية بعد خسارة القلعة أمام الفرنسيين أثناء حصار ألميدا في أغسطس 1810، مما أدى إلى التجنيد العام للعمال البرتغاليين. كانت الأعمال مكتملة بشكل كافٍ لوقف تقدم القوات الفرنسية، التي وصلت في أكتوبر من نفس العام. حتى بعد انسحاب الفرنسيين من البرتغال، استمر بناء الخطوط في انتظار عودتهم، وفي عام 1812 كان هناك 34 ألف رجل لا يزالون يعملون على بناء الخطوط. عند الانتهاء من البناء كان هناك 152 تحصينًا بإجمالي 648 مدفعًا.  

## بناء

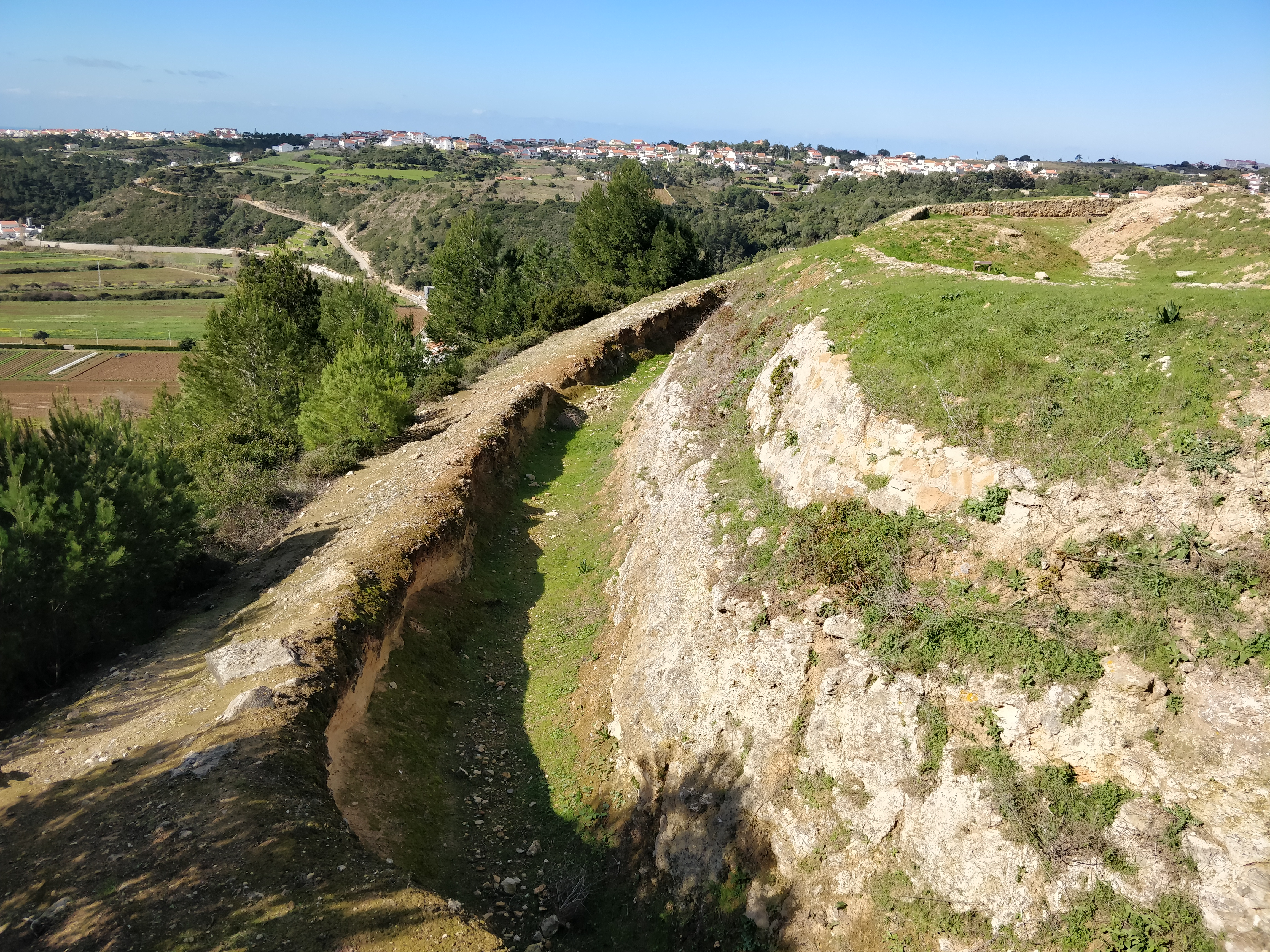
الخندق الجاف في حصن زامبوجال

بدأ العمل في الأعمال الدفاعية الرئيسية في 3 نوفمبر 1809، في البداية في حصن ساو جولياو دا بارا وبعد ذلك مباشرة تقريبًا في حصن ساو فيسينتي المطل على بلدة توريس فيدراس وفي حصن ألكيداو أعلى مونتي أجراسو.     تم تنفيذ عملية البناء بأكملها في سرية تامة ولم يعلم الفرنسيون بذلك مطلقًا. ولم يظهر سوى تقرير واحد في الصحف اللندنية، التي كانت المصدر الرئيسي للمعلومات بالنسبة لنابليون.  ويقال إن الحكومة البريطانية لم تكن تعلم شيئًا عن الحصون، وأنها أصيبت بالذهول عندما قال ويلينغتون في برقياته لأول مرة إنه تراجع إليها. ويبدو أن السفير البريطاني في لشبونة لم يكن على علم بما كان يحدث.  كانت هذه الدفاعات مصحوبة بسياسة الأرض المحروقة في الشمال، حيث أُمر السكان بمغادرة مزارعهم، وتدمير كل الطعام الذي لم يتمكنوا من أخذه، وأي شيء آخر قد يكون مفيدًا للفرنسيين. وعلى الرغم من أن هذه السياسة ساهمت في نهاية المطاف في نجاح الدفاع، فإنها أدت إلى ارتفاع معدلات الوفيات بين البرتغاليين الذين تراجعوا جنوب الخطوط. وبحسب بعض التقديرات، بلغ عدد القتلى 40 ألفًا.  
تم توفير العمالة اللازمة لبناء الحصون من خلال الأفواج البرتغالية القادمة من لشبونة، ومن خلال العمال البرتغاليين المستأجرين، وفي نهاية المطاف من خلال تجنيد المنطقة بأكملها. تمت الإشراف على الأعمال الـ 152 بواسطة 18 مهندسًا فقط. لم تكن الخطوط متواصلة، كما هو الحال في الجدار الدفاعي، بل كانت تتكون من سلسلة من الحصون الداعمة لبعضها البعض وغيرها من الدفاعات التي تحرس الطرق التي يمكن للفرنسيين أن يسلكوها وتغطي أيضًا أجنحة كل منهما. كانت غالبية الدفاعات عبارة عن معاقل تضم ما بين 200 إلى 300 جندي وثلاثة إلى ستة مدافع، عادة عيار 12 رطلاً، والتي يمكنها إطلاق قذائف المدفعية. كان كل حصن محميًا بخندق أو خندق جاف، مع حواجز، وكان محاطًا بسياج خشبي. بحلول الوقت الذي وصل فيه الفرنسيون إلى الخط الأول في أكتوبر 1810، كان قد تم إكمال 126 عملاً وكان بها 29,750 رجلاً مزودين بـ 247 مدفعًا ثقيلًا. ولم يستخدم ويلينغتون قواته في الخطوط الأمامية لحماية الحصون: بل كان البرتغاليون هم من يوفرون القوة البشرية بشكل رئيسي. استمر البناء بعد انسحاب الفرنسيين ولم يكتمل بالكامل حتى عام 1812.  
في الأصل كان من المفترض أن يكون الخط الثاني هو خط الدفاع الرئيسي، 30 كـم (19 ميل) شمال لشبونة. كان الخط الأول، أو الخط الخارجي، يبعد 10 كـم (6.2 ميل) إلى الشمال من الخط الثاني. كان الهدف الأصلي للخط الأول هو تأخير الفرنسيين فقط. في الواقع، لم يكن الخط الأول هو الخطة الأصلية، فقد تم تنفيذ العمل فقط لأن المدافعين حصلوا على وقت إضافي بسبب التقدم البطيء للجيش الفرنسي.  وفي النهاية نجح الخط الأول في الصمود أمام الفرنسيين ولم تكن هناك حاجة للخط الثاني مطلقًا. تم بناء خط ثالث يحيط بحصن ساو جولياو دا بارا بالقرب من لشبونة لحماية إخلاء ويلينغتون عن طريق البحر من الحصن.   وقد تم بناء خط رابع، لم يتبق منه إلا القليل، جنوب نهر تاجة المقابل لشبونة لمنع الغزو الفرنسي للمدينة بالقوارب.

### الخط الأول

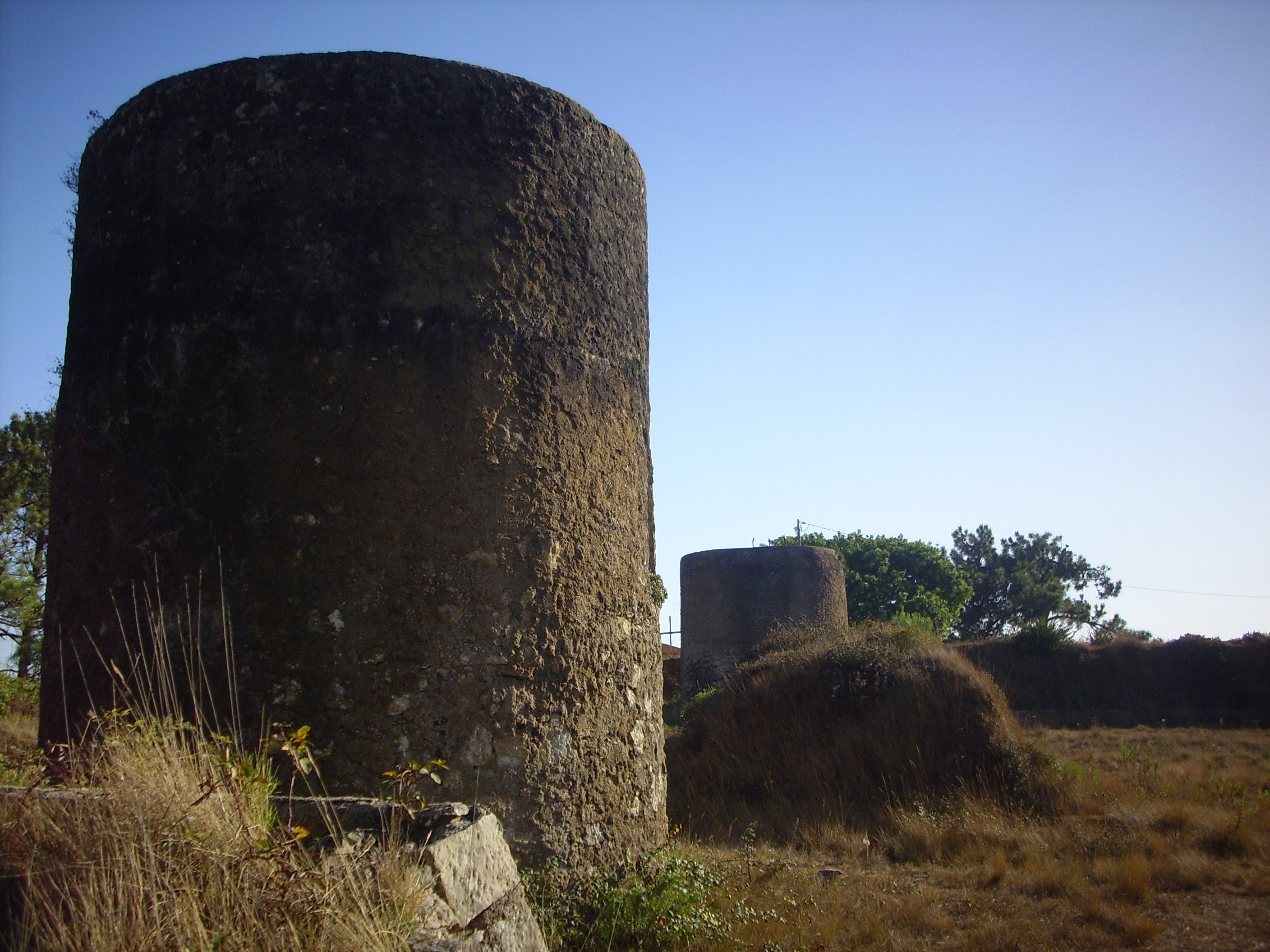
بقايا حصن على خطوط توريس فيدراس.

كانت فكرة ويلينغتون الأولى هي بناء أول خط من ألاندرا على ضفاف نهر تاجة إلى ريو ساو لورينسو على ساحل المحيط الأطلسي، مع أعمال متقدمة في توريس فيدراس، وسوبرال دي مونتي أجراسو ونقاط قيادية أخرى. ومع ذلك، فإن التأخير في وصول الفرنسيين مكنه من تعزيز الخط الأول بشكل كافٍ لضمان استهدافه للاحتفاظ به بشكل دائم بدلاً من استخدامه فقط لأغراض التأخير. عند مسح هذا الخط من الشرق إلى الغرب، كان القسم الأول من ألهندرا إلى أرودا يبلغ طوله حوالي 5 أميال (8.0 كم)، منها ميل واحد (1.6 كم) باتجاه نهر تاجة قد غمرته المياه؛ وميل آخر (1.6 كم) أو أكثر قد انزلق إلى الجرف، وكانت النقطة الأكثر ضعفًا مسدودة بحاجز ضخم. وشملت الدفاعات الإضافية 23 حصنًا تحمل 96 مدفعًا، بالإضافة إلى أسطول من الزوارق الحربية لحراسة الجانب الأيمن على نهر تاجة. كانت هذه المنطقة تحت قيادة فرقة هيل.  تشمل الدفاعات التي لا تزال مرئية في هذا القسم حصن سوبسيرا.  

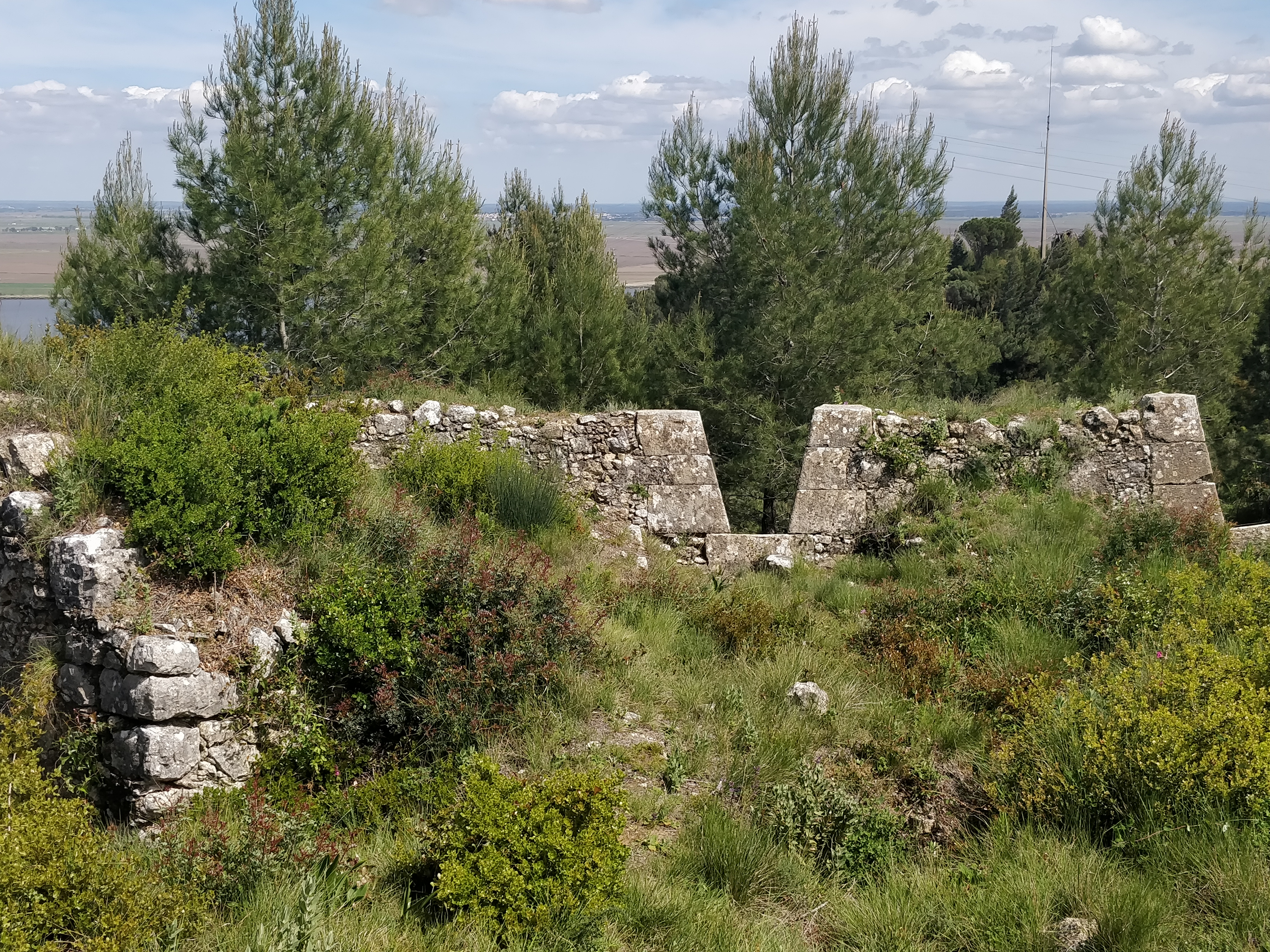
حصن سوبسيرا. رقم 114 من الحصون في الخطوط. وتعرف أيضًا باسم حصن الهندرة

امتد القسم الثاني من أرودا إلى الغرب من مونتي أجراكو، والذي توج بالحصن الكبير جدًا المعروف الآن باسم حصن ألكيداو، والذي يحمل خمسة وعشرين مدفعًا، وثلاثة حصون أصغر لدعمه. كانت مونتي أجراكو نفسها تحت سيطرة لواء باك مع الفرقة الخامسة الإنجليزية البرتغالية كاحتياطي خلفها، بينما تم تسليم المنطقة الأقل تحصينًا إلى الشرق إلى الفرقة الخفيفة البريطانية. 
يمتد القسم الثالث من غرب مونتي أجراكو لمسافة تقارب 8 ميل (13 كـم) إلى مضيق نهر سيزاندرو، إلى الجنوب قليلاً من توريس فيدراس. وقد تم تعزيز ذلك من خلال وجود حصنين يسيطران على الطريق من سوبرال إلى موناتشيك. لذلك، تم تركيز الفرق الأولى والرابعة والسادسة هنا، تحت إشراف ويلينجتون نفسه، الذي أسس مقره في بيرو نيجرو، حيث بقي هناك من حوالي 16 أكتوبر 1810 إلى 15 نوفمبر 1810.  
كان القسم الأخير والأكثر غربًا من الخط الأول يمتد من مضيق سيزاندرو إلى البحر، على مسافة تقرب من 12 ميل (19 كـم)، أكثر من نصفها، على الجانب الغربي، أصبح غير قابل للعبور بسبب بناء سد سيزاندرو وتحويل منابعه السفلى إلى فيضان ضخم. كان الدفاع الرئيسي يتكون من المعسكر المحصن لحصن ساو فيسينتي، إلى الشمال قليلاً من توريس فيدراس، والذي كان يسيطر على الطريق المعبدة المؤدي من ليرية إلى لشبونة. كانت القوة المخصصة لهذا الجزء من الخط هي فرقة بيكتون. 

### الخط الثاني
وكان خط الدفاع الثاني أكثر قوة. يمكن تقسيمه بشكل عام إلى ثلاثة أقسام، من حصن كاسا على نهر تاجة إلى بوسيلاس، ومن بوسيلاس إلى مافرا، ومن مافرا إلى البحر، بإجمالي مسافة 22 ميل (35 كـم).  الحصون الرئيسية على طول هذا الخط والتي لا تزال قابلة للتحديد هي ثلاثة حصون في سيرا دا أجويرا والتي كانت بمثابة دعم لقلعة كاسا في دفاعها عن نهر تاجة بالإضافة إلى تغطية مضيق بوسيلاس. كما تبادلوا إطلاق النار مع حصن أربيم إلى الشمال منهم، والذي كان بمثابة رابط بين الخطين الأول والثاني لأنه كان قريبًا من ثلاثة حصون أخرى مصممة لحماية الطريق من بوسيلاس إلى ألفيركا دو ريباتيجو. إلى الغرب من بوسيلاس كان هناك خط من الحصون على قمة التل يهيمن عليه جبل موناتشيك. لم يكن الجبل، الذي يقع على ارتفاع 408 أمتار، محصنًا ولكن تم الدفاع عنه بما يعرف اليوم بحصن موسكويرو وحصن ريباس وغيرها. أقرب إلى مافرا، ويطل على بلدة مالفيرا، كان هناك حصن فيرا، الذي كان في وسط مجمع من 19 معقلًا في الخط الثاني.  كانت مافرا أحد المواقع الرئيسية في الخط الثاني، حيث كانت دفاعاتها تتركز حول تابادا أو الحديقة الملكية. 

### الخطان الثالث والرابع
في حالة الفشل حتى في مواجهة كل هذه الاحتياطات، يتم إنشاء خط قوي للغاية، 2 ميل (3.2 كـم) تم بناؤه حول حصن ساو جولياو دا بارا على مصب نهر تاجة لتغطية الانسحاب وأي انسحاب بحري إذا كان ذلك ضروريًا.  وكان يعتبر هذا هو الخط الثالث.
سيطرت السفن البريطانية على الساحل البرتغالي ومصب نهر تاجة، لذا كان من غير المرجح أن يقوم الفرنسيون بغزو البرتغال عن طريق البحر. ومع ذلك، وللحماية من إمكانية أن يحاول الفرنسيون تجاوز الخطوط إلى الشمال من لشبونة بالتوجه جنوبًا على طول الضفة اليسرى لنهر تاجة ثم الاقتراب من لشبونة بالقوارب، تم بناء خط رابع جنوب النهر في منطقة ألمادا. وكان طول الخط 7.3 كيلومترًا (4.5 ميلًا). احتوى على 17 حصنًا وخنادق مغطاة، و86 قطعة مدفعية، مع قوات مشاة البحرية والحرس من لشبونة، بإجمالي 7500 رجل. 

## الدفاع عن الخطوط
أُرغم الجيش الأنجلو-برتغالي على التراجع إلى الخط الأول بعد انتصاره في معركة بوكاكو في 27 سبتمبر 1810. اكتشف الجيش الفرنسي بقيادة المارشال ماسينا أرضًا قاحلة (وفقًا لسياسة الأرض المحروقة) وعدوًا خلف موقع دفاعي لا يمكن اختراقه تقريبًا. وصلت قوات ماسينا إلى الخطوط في 11 أكتوبر واستولت على سوبرال دي مونتي أجراكو في اليوم التالي. في 14 أكتوبر، حاول الفيلق الثامن التقدم للأمام، ولكن في معركة سوبرال تم صدهم في محاولة للهجوم على موقع بريطاني قوي. بعد محاولة انتظار العدو، أدى نقص الغذاء والأعلاف في المنطقة الواقعة شمال الخطوط إلى إجبار ماسينا على إصدار أمر بالانسحاب الفرنسي شمالاً، بدءًا من ليلة 14/15 نوفمبر 1810، للعثور على منطقة لم تخضع لسياسة الأرض المحروقة.

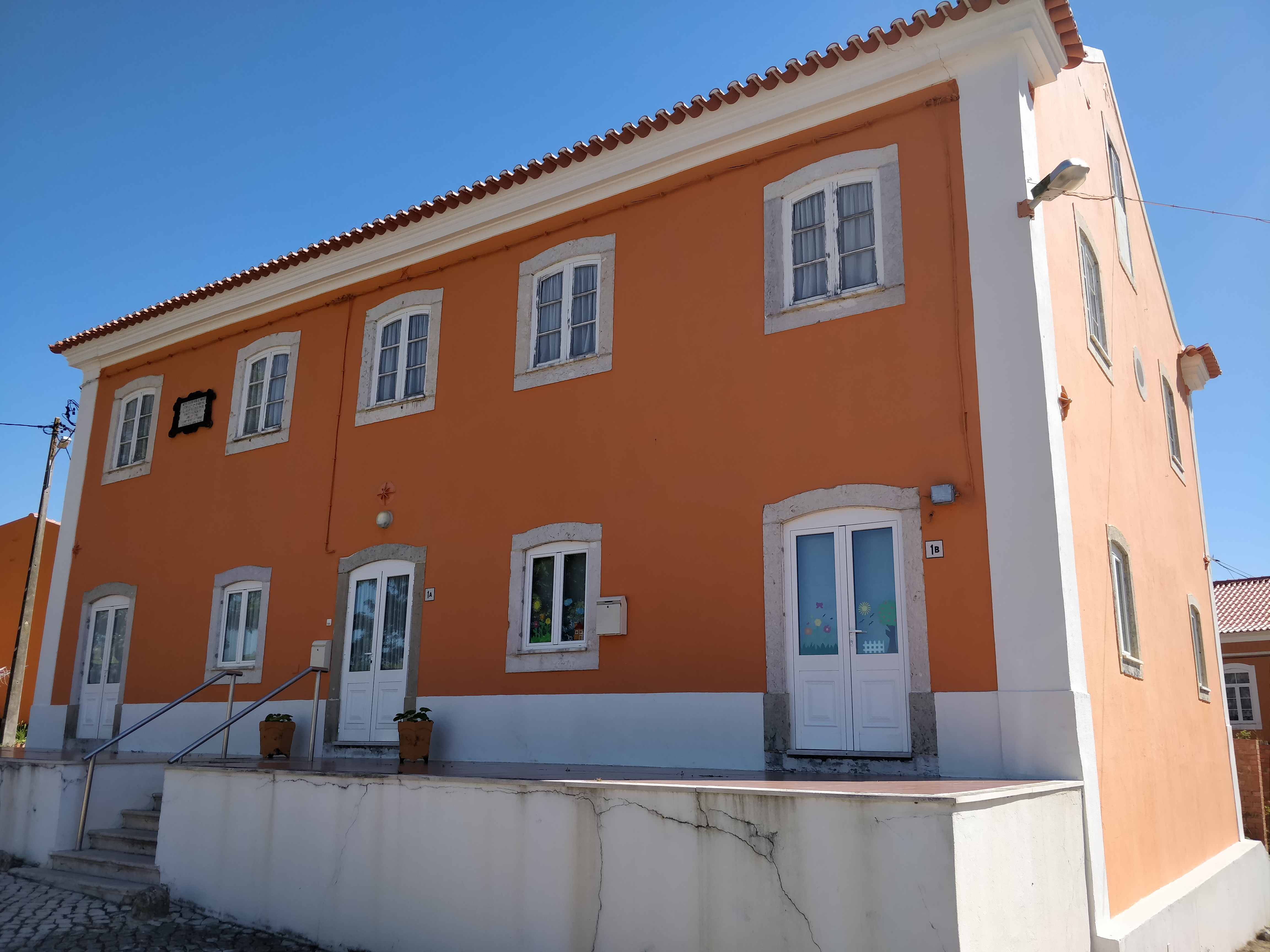
مقر دوق ويلينغتون في بيرو نيجرو

في ديسمبر 1810، خوفًا من محاولة فرنسية على يسار نهر تاجة، تم إنشاء سلسلة من 17 حصنًا من ألمادا إلى ترافاريا.  ومع ذلك، لم يقم الفرنسيون بأي تحرك، وبعد الصمود حتى فبراير، عندما بدأ الجوع ينتشر بالفعل، أمر المارشال ماسينا بالتراجع في بداية مارس 1811، واستغرق الأمر شهرًا للوصول إلى إسبانيا. 
بدأ المارشال ماسينا حملته بجيشه القوي البالغ قوامه 65,000 جندي (جيش البرتغال). بعد خسارة 4000 رجل في معركة بوكاكو، وصل إلى توريس فيدراس مع 61,000 رجل في أكتوبر 1810 لمواجهة حرب الاستنزاف. وعندما عاد أخيرًا إلى إسبانيا في أبريل 1811، كان قد فقد 21 ألف رجل آخرين، معظمهم بسبب الجوع والمرض الشديد. ولم تساعد حقيقة أن شبه الجزيرة الأيبيرية عانت من أحد أبرد فصول الشتاء التي عرفتها على الإطلاق في تخفيف الخسائر.
وعندما جدد الحلفاء هجومهم في عام 1811، تم تعزيزهم بقوات بريطانية جديدة. بدأ التقدم من خطوط توريس فيدراس بعد وقت قصير من انسحاب الفرنسيين. على الرغم من استمرار العمل في أقسام معينة من الخطوط، إلا أنهم لم يشهدوا أي إجراء آخر خلال بقية حرب شبه الجزيرة. 

### الحاميات
وقد قام ويلينغتون بتقسيم الخطوط إلى مناطق في رسالة مؤرخة 6 أكتوبر 1810. تم تخصيص نقيب واحد وملازم مهندس واحد لكل منطقة: 
1. من توريس فيدراس إلى البحر. المقر الرئيسي في توريس فيدراس.
2. من سوبرال دي مونتي أغراسو إلى وادي كالهاندريز. المقر الرئيسي في سوبرال دي مونتي أجراكو.
3. من ألهندرة إلى وادي كالهاندريس. المقر الرئيسي في الهندرة.
4. من ضفاف نهر تاجة، بالقرب من ألفيركا، إلى ممر بوسيلاس. المقر الرئيسي في بوسيلاس.
5. من ممر فريكسال، بالقرب من بوسيلاس على يمين ممر مافرا. المقر الرئيسي في مونتشيك.
6. من ممر مافرا إلى البحر. المقر الرئيسي في مافرا.

بلغ العدد الإجمالي للقوات المتاحة لولنغتون، باستثناء كتيبتين من مشاة البحرية حول حصن ساو جولياو، 42,000 بريطاني، منهم 35,000 كانوا على استعداد للقتال إلى جانب أكثر من 27,000 من القوات النظامية البرتغالية، منهم 24,000 كانوا على استعداد للقتال؛ وحوالي 12,000 من الميليشيا البرتغالية؛ و20-30 ألف من الميليشيات البرتغالية، وهي قوة تستخدم بشكل أساسي في حرب العصابات. وأخيرًا، ساهم ماركيز لا رومانا بإرسال 8000 جندي إسباني إلى الخطوط المحيطة بمافرا. وبالتالي، كان لدى ويلينغتون في المجمل نحو 60 ألف جندي نظامي في الخطوط الأمامية كان يمكنه الاعتماد عليهم، و20 ألف جندي آخر كان يمكن الوثوق بهم في إدارة الخطوط الأمامية. 

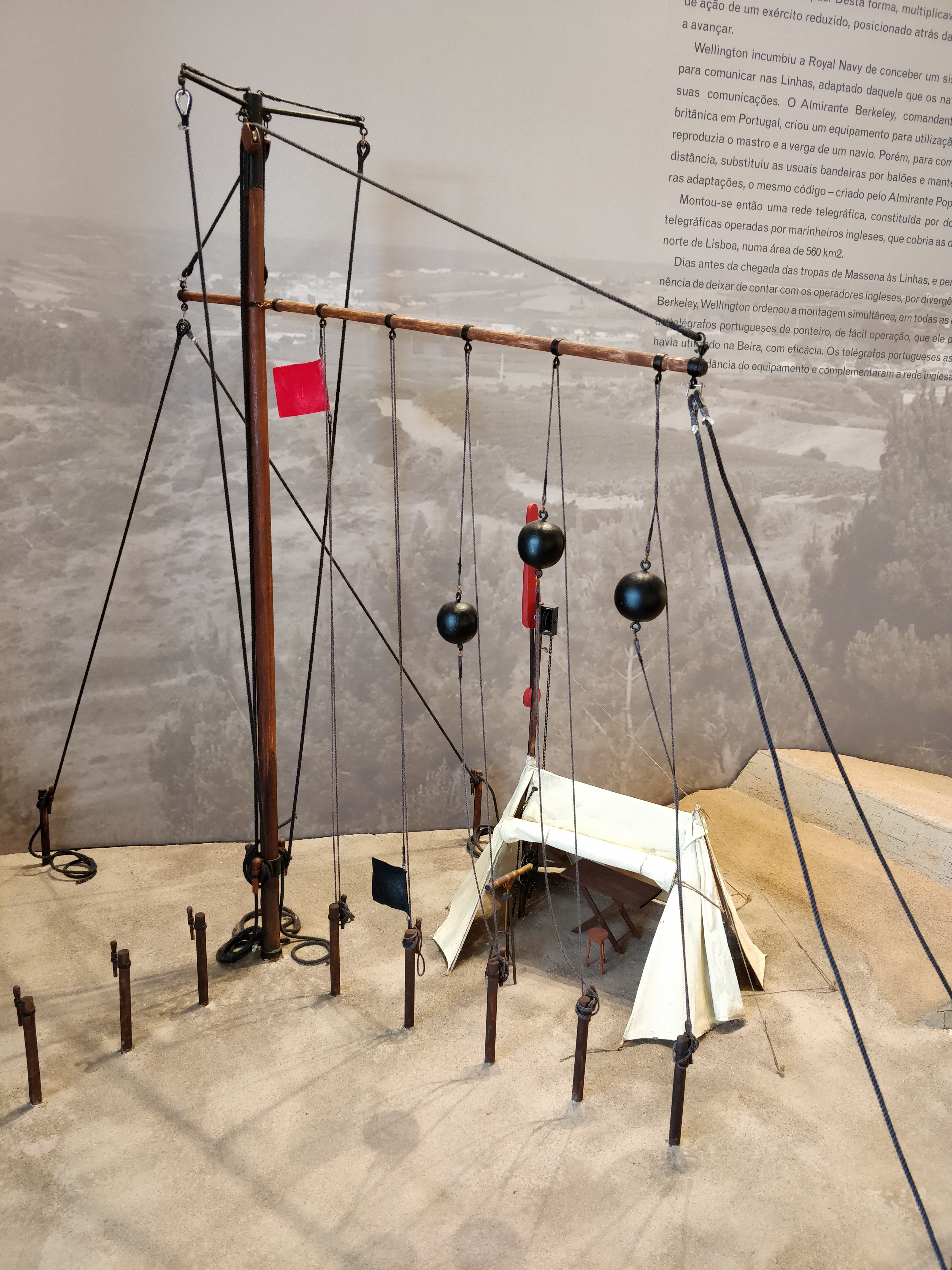
نموذج لنظام الاتصالات

ولم تكن حصون الخط الأول بحاجة إلى أكثر من عشرين ألف رجل للدفاع عنها، الأمر الذي ترك كامل جيش الميدان الحقيقي حراً ليس فقط لتعزيز أي نقطة مهددة، بل وأيضاً للقيام بهجمات مضادة. لتسهيل مثل هذه التحركات، تم إنشاء سلسلة من خمس محطات إشارة من أحد طرفي الخط الأول إلى الطرف الآخر، مما سمح بإرسال رسالة على طول الخطوط في 7 دقائق، أو من المقر الرئيسي إلى أي نقطة في 4 دقائق. وكانت محطات الإشارة على الخط الأول هي:
- الحصن رقم 30 بالقرب من المحيط (بونتي دو رول)
- حصن ساو فيسنتي في توريس فيدراس
- مونتي دو سوكورو قريب من بيرو نيغرو، المقر الرئيسي لويلينغتون.
- مونتي أجراسو
- سوبرالينهو، على ضفاف نهر تاجة. [22]

بينما تم تحديد خمس محطات على الخط الثاني وهي:
- حصون سيرا دا أغويرا
- حصن سونيفيل
- جبل مونتاشيك
- حصن تشيبري
- حصن ساو جولياو في إريسيرا [18] [23]

## النصب التذكاري

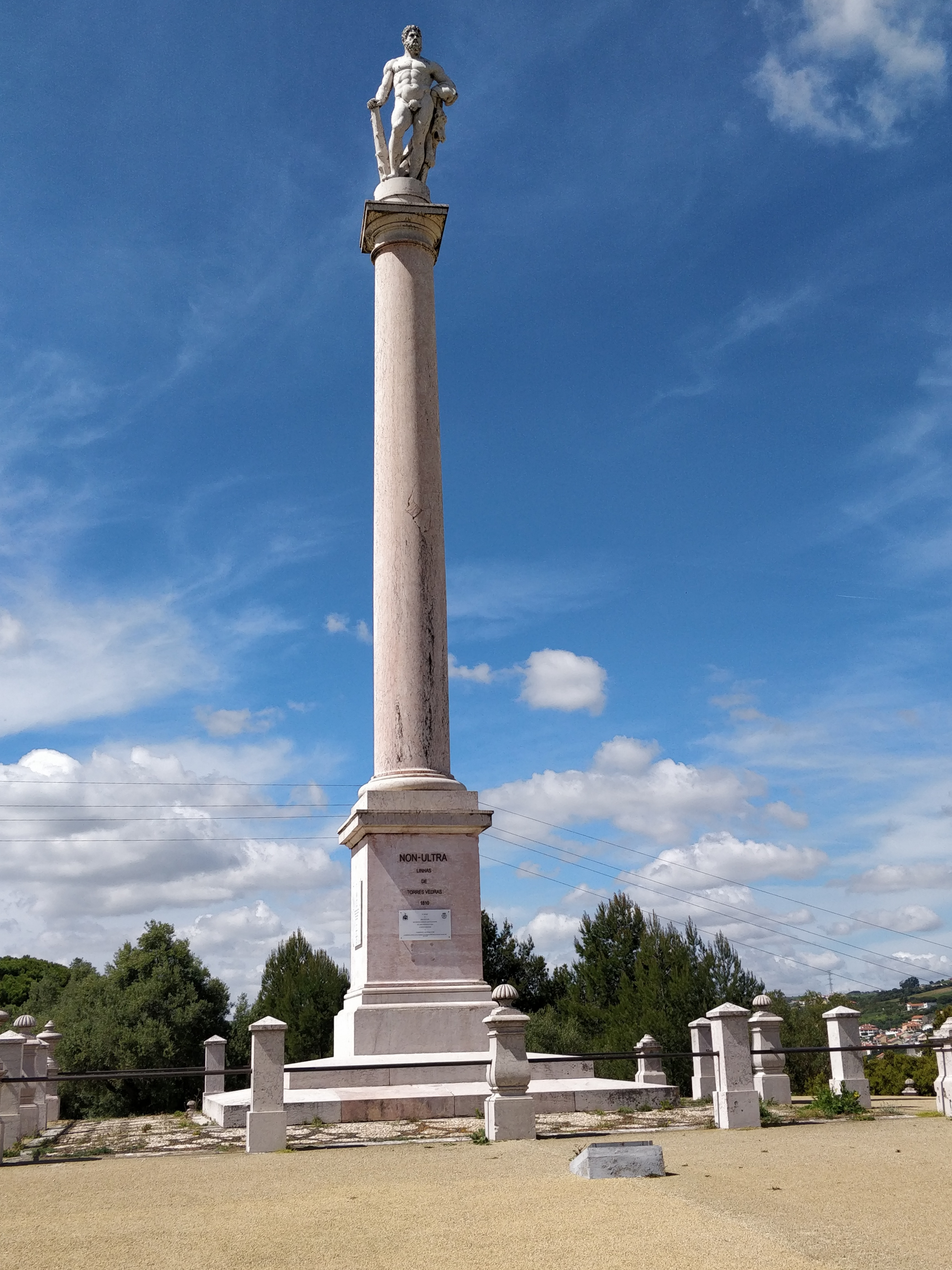
نصب تذكاري لمدافعي خطوط توريس فيدراس في ألهندرة

تمت الموافقة على تشييد نصب تذكاري لإحياء ذكرى انتصار القوات الأنجلو برتغالية على الجيوش الفرنسية وبناء خطوط توريس فيدراس في عام 1874 وتم الانتهاء منه في عام 1883. يُشبه هذا العمود إلى حد ما بعمود نيلسون في لندن، ويتوج العمود تمثال للشخصية اليونانية الكلاسيكية هرقل. تم تنفيذ هذا العمل على يد النحات سيمويس دي ألميدا الذي كان مسؤولاً أيضًا عن النصب التذكاري للمرممين في لشبونة. العمود مصنوع من الرخام من أبرشية بيرو بينهيرو في بلدية سينترا. 
تم تشييد النصب التذكاري بالقرب من قرية ألهندرة في بلدية فيلا فرانكا دي زيرا، في موقع حصن بوافيستا. في عام 1911، تمت إضافة لوحتين تذكاريتين تقديرًا لمساهمات ريتشارد فليتشر وخوسيه ماريا داس نيفز كوستا، الذي استند ويلينجتون في وضع خططه للخطوط على خرائطهما الطبوغرافية الأصلية. 

## الحفظ والترميم

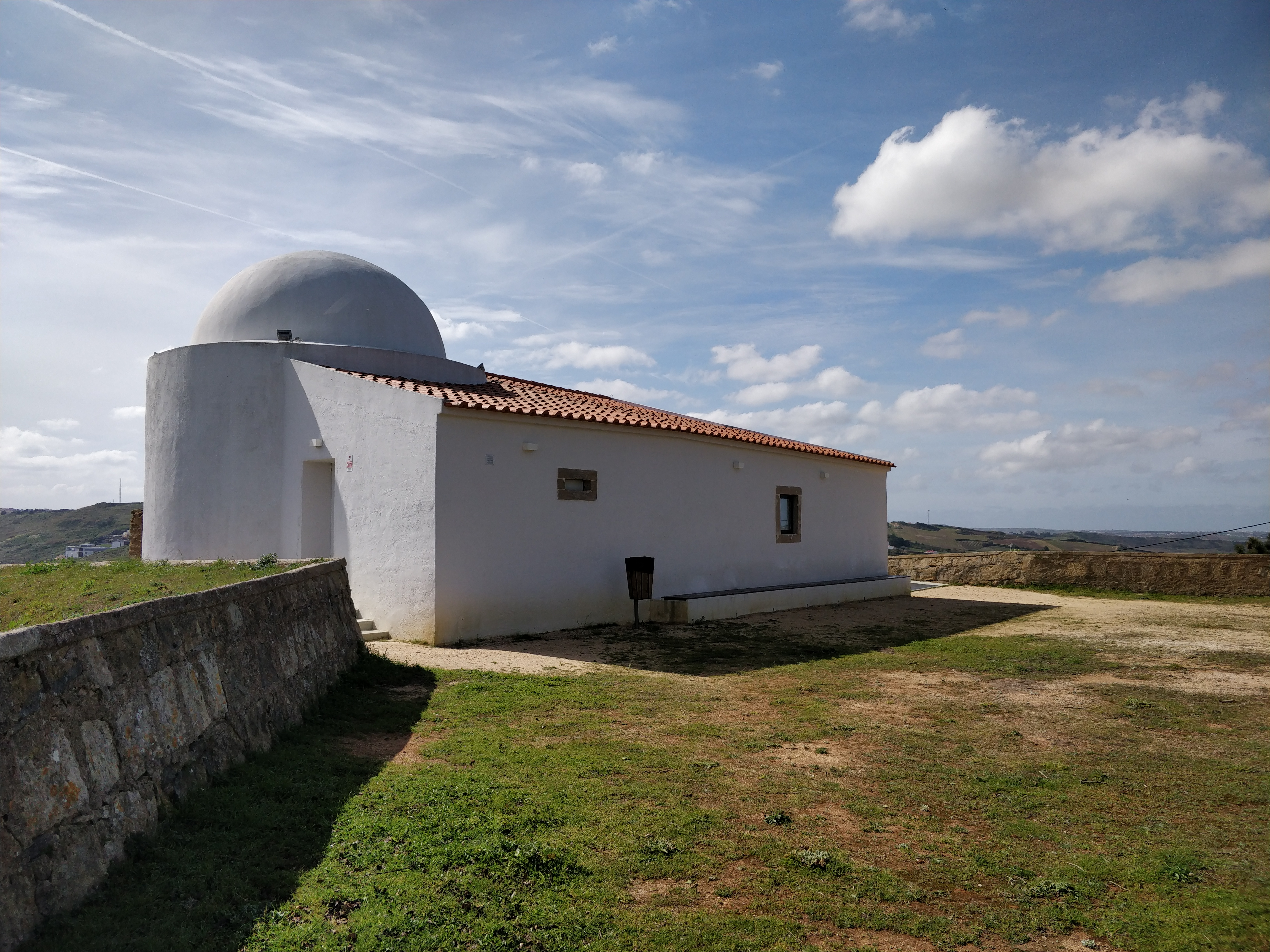
مركز الزوار في حصن سانت فينسينت

لا تزال أجزاء كبيرة من الخطوط باقية حتى يومنا هذا، على الرغم من أنها في معظم الحالات في حالة متدهورة للغاية بسبب إزالة الحجارة في الماضي. وباستثناء بعض عمليات الترميم المحدودة التي أجريت لقلعة سانت فينسينت في ستينيات القرن العشرين، ظلت الخطوط مهجورة فعلياً منذ نهاية حرب شبه الجزيرة وحتى بداية هذه الألفية. في عام 2001، وقعت البلديات الست التي تغطيها الخطوط (توريس فيدراس، ومافرا، وسوبرال دي مونتي أجراسو، وأرودا دوس فينهوس، ولوريس، وفيلا فرانكا دي زيرا)، مع المديرية العامة للتراث الثقافي ومديرية الهندسة العسكرية على بروتوكول لحماية الخطوط واستعادتها واستدامتها. ومع ذلك، كان العمل الأولي محدودا بسبب نقص الموارد. مع اقتراب الذكرى المئوية الثانية للخطوط، أنشأت البلديات الست منصة مشتركة بين البلديات لتحريك الأمور إلى الأمام وقررت التقدم بطلب للحصول على تمويل من خلال برنامج المنح التابع للوكالة الاقتصادية الأوروبية والنرويج. تم منح التمويل في عام 2007. 
وقد غطت منح الوكالة الأوروبية للبيئة تكاليف 110 مشاريع، في حين مولت البلديات العمل في 140 موقعًا آخر. وشمل العمل إزالة الغطاء النباتي الزائد، وإنشاء أو استعادة الوصول، والدراسات الأثرية، وإنشاء لوحات المعلومات، وإنشاء مسارات للمشي، ومركز للزوار في كل بلدية.  حصل هذا العمل الترميمي على جائزة الاتحاد الأوروبي للتراث الثقافي / جوائز أوروبا نوسترا في عام 2014.  

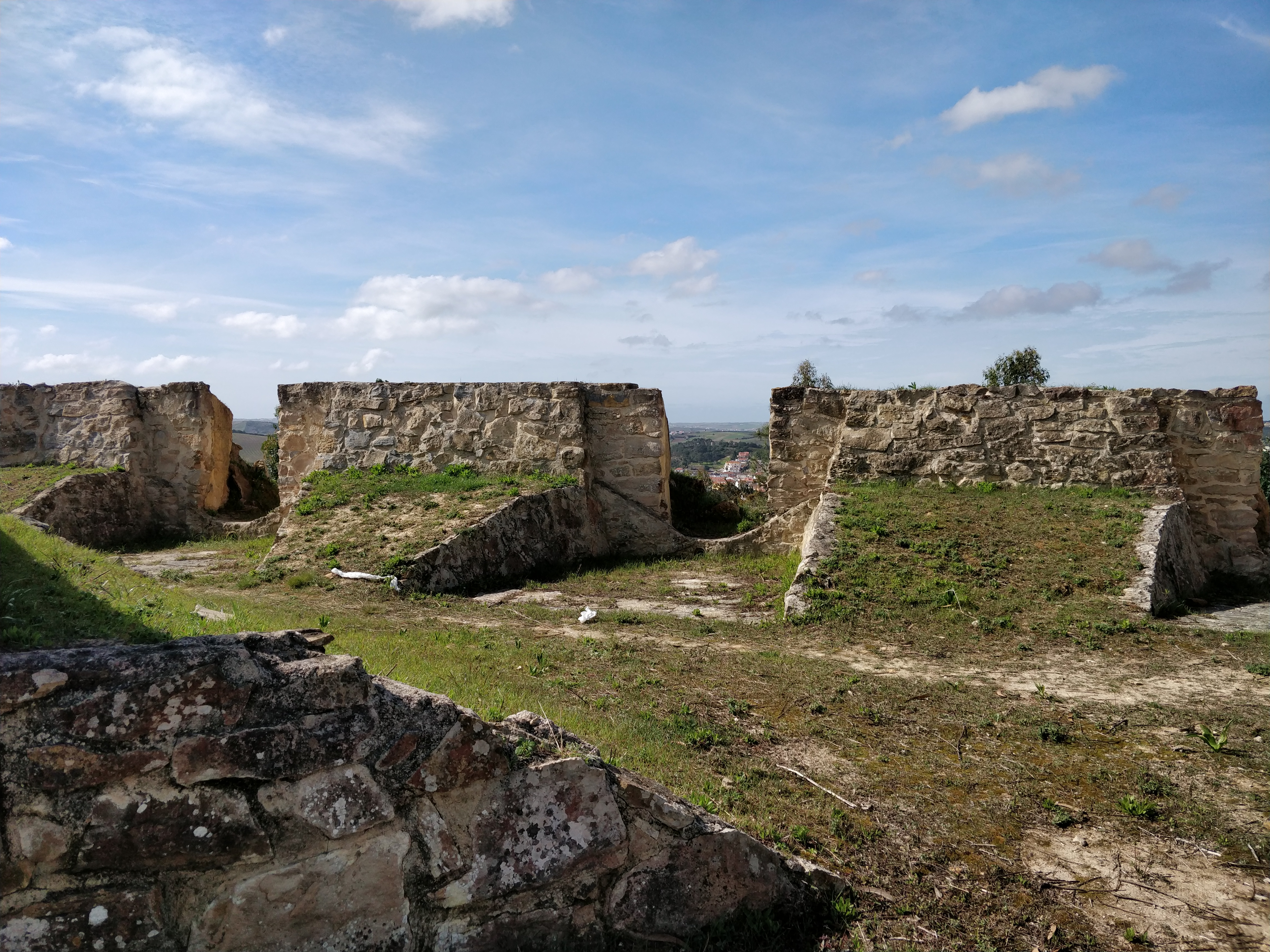
منظر لمواقع المدافع في حصن أولهيروس، توريس فيدراس

يحتوي متحف ليونيل ترينداد البلدي، توريس فيدراس في وسط المدينة على غرفة مخصصة لـ "الخطوط" مع عرض لوحات المعلومات والتحف الفنية. على مسافة قصيرة من المتحف خارج المدينة، تم الحفاظ على حصن ساو فيسينتي وحصن أولهيروس بشكل جيد، حيث يحتوي الحصن الأول على مركز زوار مفتوح من الثلاثاء إلى الأحد من الساعة 10 صباحًا حتى 1 ظهرًا ومن الساعة 2 ظهرًا حتى 6 مساءً. يحتوي مركز الزوار على معروضات تاريخية على الجدران تم إنتاجها بشكل جيد وفيديو مدته 20 دقيقة. ومن بين مراكز المعلومات الأخرى على هذا المنوال:
- مركز تفسير خطوط توريس في متحف بوكيلاس للنبيذ.
- حصن كازا
- مركز الترجمة الفورية في سوبرال دي مونتي أغراسو
- المركز الثقافي دو مورجادو، أرودا دوس فينهوس
- مركز توريس دي مافرا لتفسير الخطوط نسخة محفوظة 3 مايو 2018 على موقع واي باك مشين.

### في الأدب
- الموت للفرنسيين، رواية بقلم سي إس فورستر،
- ذهب شارب، رواية بقلم برنارد كورنويل
- هروب شارب، رواية بقلم برنارد كورنويل
- خطوط ويلينغتون، فيلم من إخراج راؤول رويز وفاليريا سارمينتو
- كيف أنقذ العميد جيشًا، قصة قصيرة بقلم آرثر كونان دويل
- ما وراء شروق الشمس، رواية بقلم ماري بالوف